# Вулиця Клима Савура (Тернопіль)
Вулиця Клима Савура — вулиця в житловому масиві «Східний» міста Тернополя. Названа на честь одного з керівників УПА Клима Савура.

## Відомості
Розпочинається від вулиці Лесі Українки, пролягає на південь до вулиці Олександра Довженка, де і закінчується. На вулиці розташовані переважно багатоповерхівки.

## Навчальні заклади
- Тернопільська загальноосвітня школа № 14 імені Богдана Лепкого (Клима Савура, 1)
- Дитячий садок №36 (Клима Савура, 13)